# Elezione del Presidente della Camera del 1955
L'elezione del presidente della Camera del 1955 per la II legislatura della Repubblica Italiana si è svolta il 10 maggio 1955.
Il presidente della Camera uscente è Giovanni Gronchi, presidente provvisorio è Ferdinando Targetti.
Presidente della Camera dei deputati, eletto al I scrutinio, è Giovanni Leone.

## L'elezione

### Preferenze per Giovanni Leone
| Scrutinio | Voti | Percentuale |
| --------- | ---- | ----------- |
| I         | 311  | 56,3%       |

## 10 maggio 1955

### I scrutinio
Per la nomina è richiesta la maggioranza assoluta dei votanti.
| Dati votazione | Dati votazione |              | Nome                | Nome | Voti |
| -------------- | -------------- | ------------ | ------------------- | ---- | ---- |
| Presenti       | 552            |              | Giovanni Leone      | 311  |      |
| Votanti        | 552            |              | Ferdinando Targetti | 213  |      |
| Astenuti       | 0              |              | Giuliano Pajetta    | 1    |      |
| Maggioranza    | 277            |              | Schede bianche      | 26   |      |
|                |                | Schede nulle | 1                   |      |      |

Risulta eletto: Giovanni Leone (DC)